# Georg Dehio

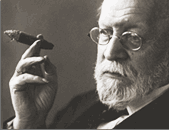
Georg Dehio

Georg Dehio,  voluit: Georg Gottfried Julius Dehio (Reval, 22 november 1850 – Tübingen, 19 maart 1932)  was een Duits kunst- en architectuurhistoricus. Hij was in 1905 de ontwerper en samensteller van het Dehio-Handbuch, dat is uitgegroeid tot een soort encyclopedie over bouwkundige monumenten in Duitsland, Oostenrijk en later ook (delen van) andere landen.

## Familie en levensloop
Dehio stamt af van een zekere, in 1718 naar Tallinn geëmigreerde Duitser Christoffer de Hio (1669–1728). De familie behoorde tot de hoogste, Duitstalige, burgerij in de Baltische staten, en week uit vrees voor vervolging door de Sovjet-Russische communisten omstreeks 1919 massaal uit naar Duitsland.
Dehio studeerde geschiedenis aan een universiteit te Tartu en daarna aan die te Göttingen, behaalde zijn bul in 1872 en promoveerde nogmaals te München in 1877. Daarna wijdde Dehio zich aan de kunst- en architectuurgeschiedenis van het Duitstalige gebied. Hij doceerde aan universiteiten te Kaliningrad, dat toen nog Koningsbergen in Oost-Pruisen was, en Straatsburg, dat vóór de Eerste Wereldoorlog in het Duitse Keizerrijk lag.
Georgs broer Karl (1851-1927) was een bekwaam arts, die onder andere veel deed voor de bestrijding van lepra in de Baltische staten en het tsaristische Rusland.
Georgs zoon Ludwig Dehio (1888-1963) was een Duits historicus. Ludwig Dehio was politiek gematigd rechts (hij was na de Tweede Wereldoorlog fel tegen het communisme), en zag een voor de vrede in Europa bedreigende  continuïteit in imperialisme tussen onder andere Karel V, Filips II, Napoleon Bonaparte en Adolf Hitler.

## Wetenschappelijk werk en invloed
Aan Dehio wordt een belangrijke tendens in de monumentenzorg in de Duitstalige landen toegeschreven, namelijk het niet langer restaureren door reconstructie van historische objecten (vergelijk de Kaiserpfalz te Goslar) maar door conservering, waardoor latere, historisch of architectonisch waardevolle toevoegingen aan een object behouden blijven.
In de Duitstalige Wikipedia opgenomen beschrijvingen van kerkgebouwen in Duitsland, gebouwd vóór 1900, worden in de meeste gevallen voorzien van een literatuurverwijzing naar  het Dehio-Handbuch.

## Enkele van Dehio's werken
- Geschichte des Erzbistums Hamburg-Bremen bis zum Ausgang der Mission (1877, dissertatie)
- Die kirchliche Baukunst des Abendlandes, 1884–1901, in  2 delen, aangevuld met enkele kleine boekjes
- Geschichte der deutschen Kunst, 3 delen, 1919-1925
- Handbuch der deutschen Kunstdenkmäler 5 delen, 1905-1912, de grondslag van het latere standaardwerk Dehio-Handbuch.

## Afbeeldingen

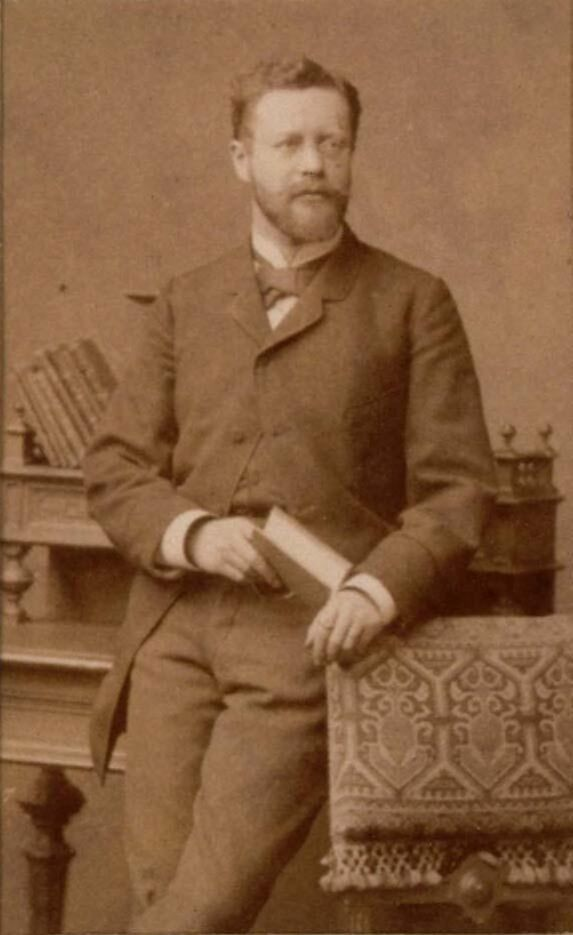
Portretfoto van Georg Dehio (1892)
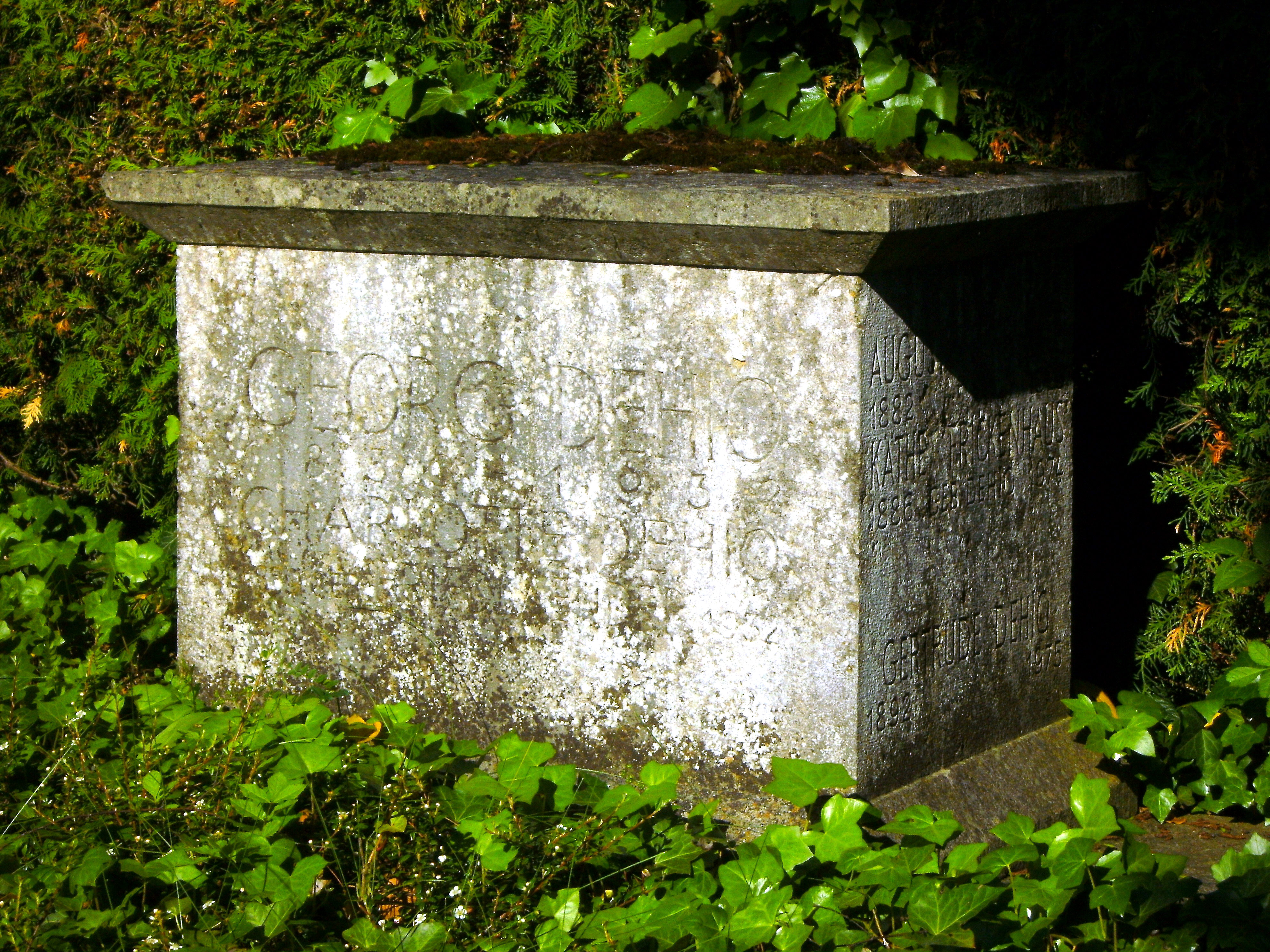
Graf van Georg Dehio, stedelijke begraafplaats, Tübingen
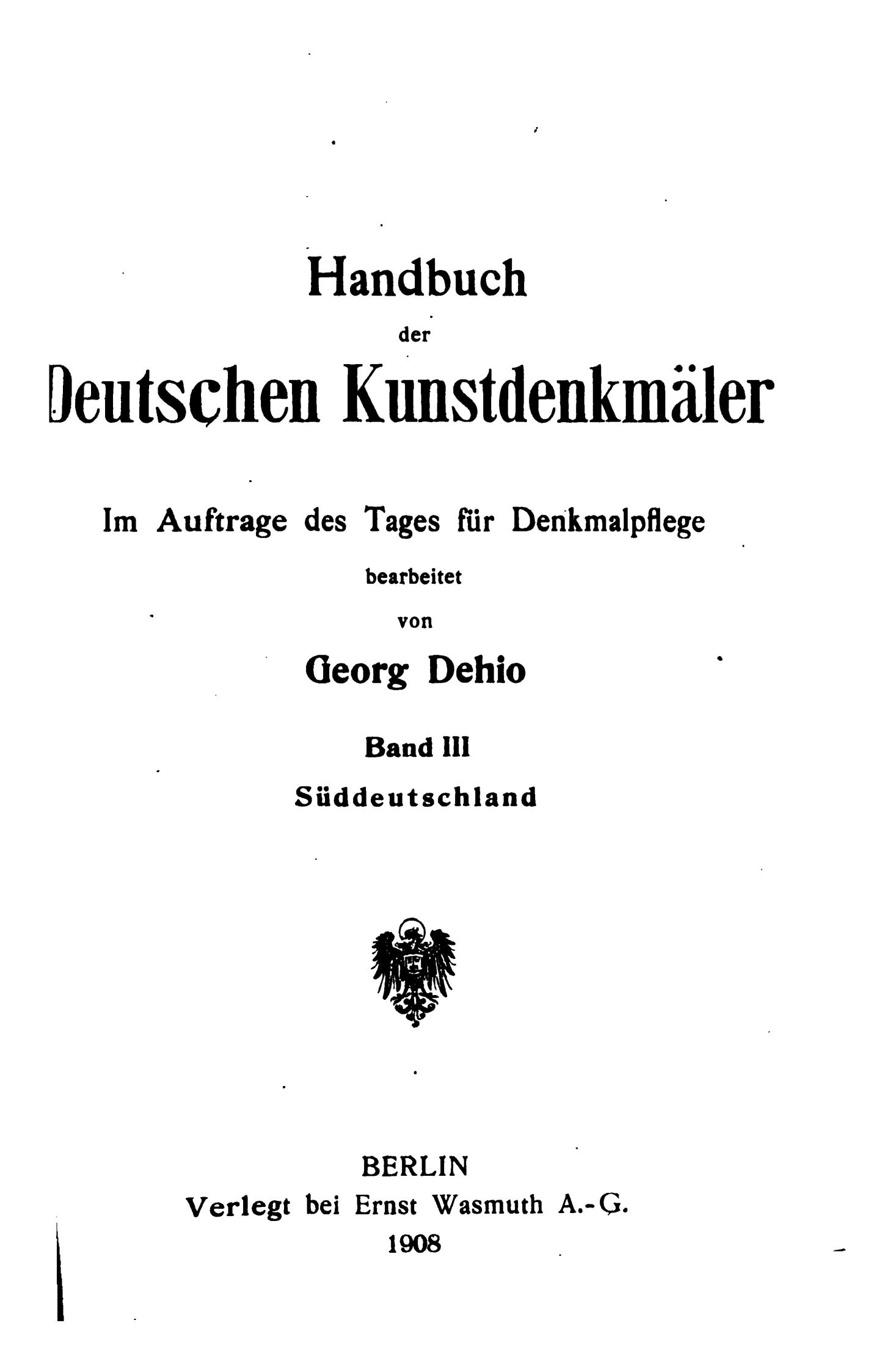
Voorzijde eerste druk deel 3 Dehio-Handbuch, 1905

## Eerbetoon, vernoemingen
Georg Dehio werd verscheidene malen onderscheiden, waaronder in 1924 met de orde Pour le Mérite für Wissenschaften und Künste. Ook hebben enkele universiteiten hem een eredoctoraat toegekend.
Naar Georg Dehio is de planetoïde (48415) Dehio genoemd. Deze werd in 1987 ontdekt en bevindt zich in de planetoïdengordel.